# Akihito vanuatu
 Akihito vanuatu  es una especie de pez de la familia de los Gobiidae en el orden de los Perciformes.

## Morfología
Los machos pueden llegar a alcanzar los 4,3 cm de longitud total y las hembras 3,93.

## Alimentación
Come insectos acuáticos y crustáceos. 

## Hábitat
Es un pez de agua dulce, de clima tropical y bentopelágico.

## Distribución geográfica
Es endémica de la isla de Ambae (Vanuatu).

## Observaciones
Es inofensivo para los humanos.